# Beatrice d'York
Pour les articles homonymes, voir Béatrice du Royaume-Uni et Béatrice (homonymie).
Beatrice d’York (Beatrice Elizabeth Mary), née le 8 août 1988 à Londres, est la fille aînée du prince Andrew, duc d'York et de son épouse Sarah Ferguson, duchesse d'York.
Titrée princesse du Royaume-Uni de Grande-Bretagne et d’Irlande du Nord avec le traitement d’altesse royale, Beatrice occupe la neuvième place dans l’ordre de succession au trône britannique (où elle était la première femme, jusqu'à la naissance de sa petite-cousine Charlotte de Galles).

## Biographie

### Naissance et baptême
Beatrice est née le 8 août 1988 à 20 h 18 au Portland Hospital de Londres, elle est le premier enfant du prince Andrew, duc d'York et de son épouse la duchesse d’York née Sarah Ferguson.
Beatrice est la cinquième née des petits-enfants de la reine Élisabeth II et du prince Philip, duc Édimbourg. Elle est baptisée dans la chapelle royale du palais St. James, le 20 décembre 1988, ses parrains et marraines sont, :
- Le vicomte Linley (cousin germain de son père) ;
- La duchesse de Roxburghe (depuis 1996 Lady Jane Dawnay) ;
- Peter Palumbo ;
- Gabrielle James, épouse de l'hon. John Edward Greenall ;
- Carolyn Beckwith-Smith (morte en 1999), épouse de Henry Cotterell.

Elle a été nommée en l’honneur de la princesse Béatrice, fille cadette de la reine Victoria, de sa grand-mère Élisabeth II et de la reine Mary. À sa naissance, elle est titrée Son Altesse Royale la princesse Beatrice d’York. 
Beatrice et sa sœur Eugenie sont les seules petites-filles de la reine à porter le titre de princesse. En effet, Zara Phillips, fille de la princesse Anne, ne descend pas de la reine par filiation agnatique et n'a donc pas droit à ce titre ; quant à Louise Windsor, bien qu'elle réponde aux critères légaux pour être qualifiée de  princesse, elle n'a pu bénéficier de ce titre selon la volonté de ses parents (le comte et la comtesse de Wessex) et de la reine.
La princesse a 8 ans au moment du divorce de ses parents. Le duc et la duchesse d'York restent cependant en excellents termes, et Beatrice et sa sœur Eugenie vivent et voyagent régulièrement avec leurs deux parents.

### Études
La princesse Beatrice a d'abord fréquenté la Upton House School à Windsor en 1991, puis la Coworth Park School en 1995. Elle entre ensuite à la St George's School à Ascot où elle fut élève de 2000 à 2007.
De 2008 à 2011, elle étudie l'histoire au collège Goldsmiths, avant de poursuivre un cursus universitaire au University College de Londres, puis des cours en finances aux États-Unis en 2015.

### Vie privée
La princesse Beatrice a été en couple en 2006 avec Paolo Liuzzo puis avec Dave Clark, un homme d’affaires, de 2006 à 2016.
À partir de mars 2019, la princesse Beatrice apparaît régulièrement auprès du comte Edoardo Mapelli Mozzi, issu d'une ancienne famille de Bergame qui a reçu un titre comtal en 1913 (né à Londres le 19 novembre 1983, fils du comte Alessandro et de Nikki Burrows). 
Le couple annonce ses fiançailles le 26 septembre 2019. Le mariage, initialement prévu pour le 29 mai 2020, est reporté en raison de la pandémie de coronavirus. Il a finalement lieu dans la chapelle royale de Tous les Saints au Royal Lodge, Windsor, dans la stricte intimité, en présence de la reine Élisabeth II et du prince Philip, duc Édimbourg, le 17 juillet 2020.
Le couple a deux filles :
- Sienna Elizabeth Mapelli Mozzi[8], née le 18 septembre 2021 à Londres, dixième dans l'ordre de succession au trône britannique[9] ;
- Athena Elizabeth Rose Mapelli Mozzi[10], née le 22 janvier 2025 à Londres, onzième dans l'ordre de succession au trône britannique.

### Activités
Dans une interview, à l'occasion de son 18e anniversaire, Beatrice a dit qu'elle voulait profiter de sa position pour aider les autres grâce au travail de bienfaisance. Elle avait déjà participé à des actions de charité avec sa mère, à travers les diverses organisations dont la duchesse a la charge. En 2002, Beatrice a rendu visite à des enfants contaminés par le VIH en Russie et au Royaume-Uni. Elle a également apporté son soutien au programme Springboard for Children (un projet d'alphabétisation pour les enfants des écoles primaires ayant des difficultés d'apprentissage) et au Teenage Cancer Trust.
Beatrice a également été impliquée dans l'industrie du cinéma, devenant le premier membre de la famille royale à apparaître dans un film non-documentaire. Elle a fait une brève apparition dans le film Victoria : Les Jeunes Années d'une reine (2009), consacrée à son aïeule la reine Victoria (elle apparaît au moment du couronnement, portant la traîne de la reine, incarnée par Emily Blunt).
Elle a travaillé pendant un an pour Sony Pictures. Depuis début 2014, la princesse n'a plus d'activité professionnelle.

### Devoirs officiels

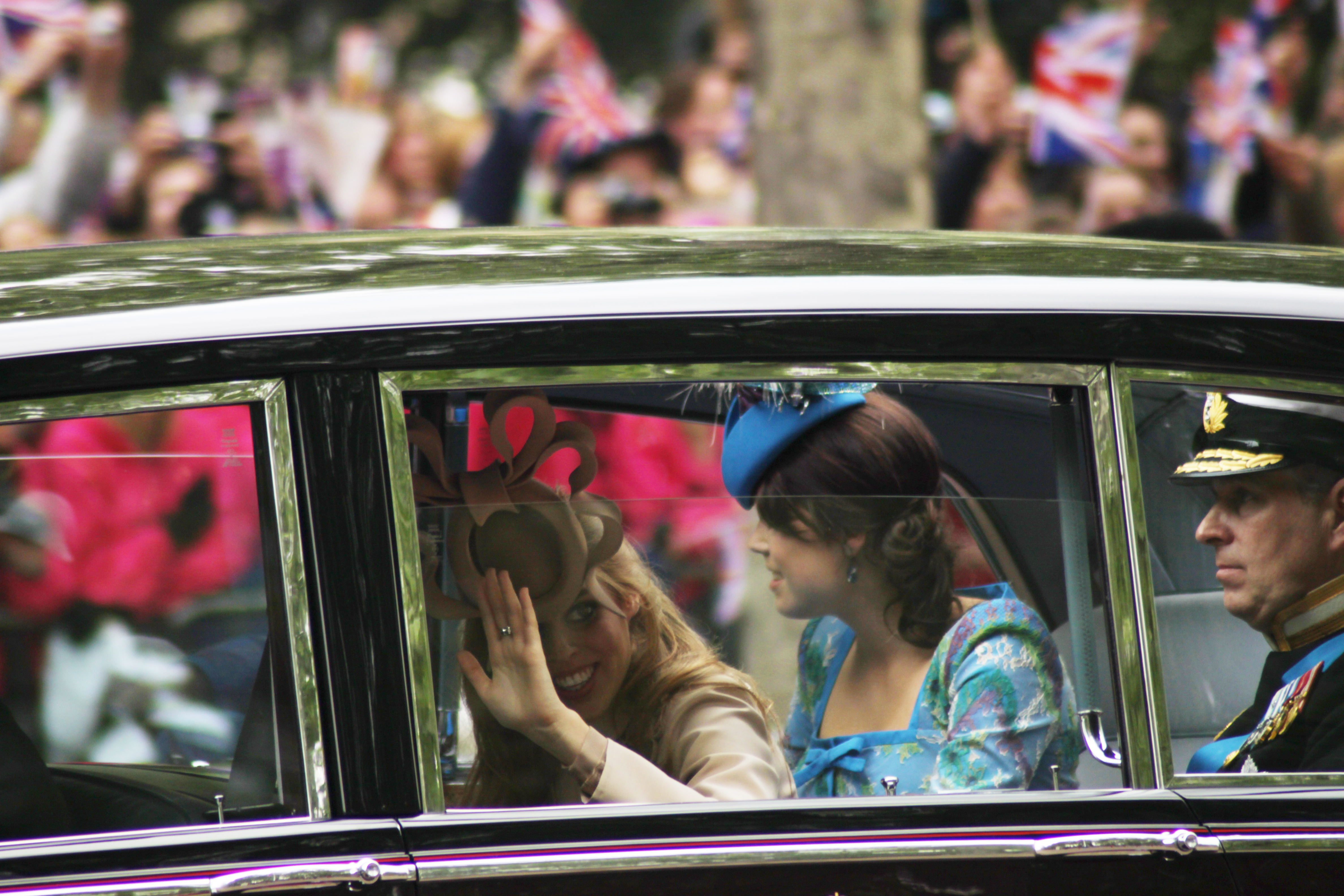
La Princesse Beatrice, saluant la foule, en compagnie de son père et de sa sœur.

La princesse représente la Couronne à diverses occasions, mais n'a pas de mission particulière pour le Palais.
Comme sa sœur, la princesse Beatrice n'est pas « royale à plein temps » (selon la formule). Leur père demande régulièrement à la reine que ses filles travaillent à plein temps pour la couronne.
Beatrice est présente lors de grandes manifestations telles que le Trooping the Colour, ou le 80e anniversaire de la reine Élisabeth II. Elle et sa sœur ont également été présentes au concert organisé par les princes William et Harry en mémoire de leur mère Diana. Les deux princesses ont également assisté à la messe pour Diana, le 1er septembre 2007, où elles représentaient leur père, alors en visite officielle en Malaisie.
Beatrice était présente au mariage du prince William et de Catherine Middleton le 29 avril 2011. L’originalité de son chapeau, conçu par Philip Treacy, a été très remarquée par les médias. En mai 2011, le chapeau a été mis en vente aux enchères sur le site internet eBay, au bénéfice d’une œuvre de charité. Il a été vendu pour 81 000 £ (94 600 €), au bénéfice de l'Unicef et de l’association Children in Crisis.
Début 2013, en compagnie de sa sœur Eugenie, elle a effectué sa première mission à l'étranger pour promouvoir le commerce britannique.
À la suite de la mort d'Élisabeth II et de l'accession au trône de son oncle, le roi Charles III, la princesse Beatrice devient automatiquement conseillère d'État, étant l'une des quatre premières personnes dans l'ordre de succession âgées de plus de 21 ans. Elle occupe ainsi cette fonction aux côtés de ses cousins, les princes William et Harry, et de son père, le prince Andrew, jusqu'à la majorité du prince George, fils aîné de William et deuxième dans l'ordre de succession.

## Titulature
En tant que petite-fille de la souveraine, Beatrice est princesse du Royaume-Uni de Grande-Bretagne et d’Irlande du Nord avec le prédicat d’altesse royale. À sa naissance, la princesse Beatrice prend le nom de l’apanage de son père, c'est-à-dire d'York, jusqu'à son mariage en 2020.
Elle est successivement connue sous les titres suivants :
- 8 août 1988 - 17 juillet 2020 : Son Altesse Royale la princesse Beatrice d'York ;
- depuis le 17 juillet 2020 : Son Altesse Royale la princesse Beatrice, Mrs Edoardo Mapelli Mozzi ou comtesse Edoardo Mapelli Mozzi (titre non reconnu au Royaume-Uni).

## Dans la fiction
Dans le film Scoop (2024), qui revient sur les liens entre le prince Andrew et l'affaire Epstein, le rôle de la princesse Beatrice est interprété par l'actrice britannique Charity Wakefield.